# Renato Puoti
Renato Puoti (Napoli, 23 gennaio 1910 – Napoli, 2 maggio 1949) è stato un politico e avvocato italiano.